# Scarface: The World Is Yours
Scarface: The World is Yours (Caracortada: El Mundo es Tuyo) es un videojuego creado por la empresa canadiense Radical Entertainment, en el que encarnamos a Tony Montana, protagonista de la película Scarface de 1983 dirigida por Brian De Palma. El juego es una continuación de la historia de la película si Tony hubiese sobrevivido a la emboscada de sus enemigos, por lo tanto, cuenta con algunas modificaciones. Tiene lugar en Miami, como la película, y hay diversas localizaciones que coinciden. El juego está catalogado como "Mature" (para mayores de 17 años) por la ESRB y para mayores de 18 en el sistema PEGI, USK y BBFC. Fue lanzado en las plataformas PlayStation 2, Xbox y Microsoft Windows en octubre de 2006 y meses más tarde, en junio de 2007 fue lanzado para Wii. Se tenía planeado realizar una versión en HD para las consolas Xbox 360 y posiblemente adaptarlo para PlayStation 3, pero esta versión fue cancelada por razones nunca esclarecidas.
El juego no es una adaptación directa de la película, sino que es una pseudo-secuela o más bien una anacronía que cambia el final de la película para que Tony Montana (originalmente interpretado por Al Pacino) sobreviva al tiroteo de su mansión y comience a vengarse de aquellos que lo expulsaron del poder al restablecer su imperio de drogas en Miami. El juego presenta la imagen de Al Pacino en el personaje de Montana, pero Pacino no realiza la interpretación, ya que él y los productores del juego sintieron que su voz había cambiado demasiado desde 1983. En cambio, Montana es expresado por André Sogliuzzo, quien fue seleccionado personalmente por el mismo Pacino. Los actores de la película original que hicieron trabajo de voz para el juego incluyen a Steven Bauer, Robert Loggia y Al Israel, pero interpretando a diferentes personajes.

## Sinopsis
Creando una línea paralela al desenlace de la película original, Antonio «Tony» Montana se encuentra en su despacho, fuera de sí y drogado. Luego de apreciar la emboscada en su mansión, utiliza un fusil M16 equipado con un lanzagranadas M203 para defenderse. Así, sale de su oficina matando a los matones de Sosa mientras es disparado repetidamente, éste sin sentir dolor alguno debido a estar completamente anestesiado por la cocaína recién consumida. Luego de ir acabando matones por toda su mansión, la policía se hace presente, sin embargo, Tony huye a tiempo. Los matones —sin saber lo que ocurrió realmente con Montana— informan a Sosa que todo está destruido, y que Tony está acabado. Tony, pues ya meses más tarde, y asegurando que obtendrá su venganza, logra dar con su primer objetivo, Gaspar Gómez, y para ello aparece Tony ataviado con su traje de liquidar matones en el hotel de Gaspar, quien tiene un penthouse. Consigue eliminar al guardaespaldas de Gómez, Ricardo, lanzándolo desde el último piso del hotel. Entonces debe huir, y se va en una furgoneta blindada. La siguiente parada es la sucursal bancaria donde Tony operaba con su amigo Jerry, quien le atenderá debidamente y le informará de cómo hacer depósitos de dinero negro en el banco. Asimismo, una trabajadora del banco le dará un catálogo de productos y servicios que interesan a Tony.
A partir de aquí, Tony va por cada uno de los cuatro territorios que poseen sus enemigos. En cada uno, compra los negocios importantes de la zona y posteriormente toma un almacén por la fuerza. En Little Havana, Tony asesina a los hermanos Díaz, vengando la muerte de su madre, uno en la oficina de Díaz Motors y otro mientras intenta huir. Al hacerse con el almacén de Havana, alguien llamado Pablo le llama de parte de Sheffield, diciéndole que conoce datos acerca del paradero de su mujer, Elvira. Por desgracia, es una emboscada, de la que Tony sale vivo, y termina asesinando a Pablo.
Tony se traslada al centro de Miami, controlado por Nacho Contreras. Tras tomar el almacén, Tony va a las islas lejanas a Miami, a buscar a Nacho para ajustar cuentas. Allí conoce a un misterioso personaje llamado Sandman, quien le ofrece ser su socio exportador de cocaína si Tony es el distribuidor. Tony acepta y empieza a realizar tratos con él, y también conoce a Venus, la dueña de un bar en el sur de la isla. Más tarde, Tony por fin encuentra a Nacho, le persigue por todo el puerto y al final acaba con él. Pero queda una parte muy grande de su imperio: su petrolero, que está a punto de ser hundido para evitar que lo acapare Tony. Después de desactivar unas bombas, Tony encuentra al capitán y lo asesina, quedándose con la cocaína de Nacho.
Ya en South Beach, Tony vuelve a hacerse con el control del lugar y del almacén de la zona. Vuelve a cargar contra el resto del imperio que Nacho ha dejado atrás y consigue cargar y proteger tres camiones llenos de droga, a la vez que mata a un lugarteniente de Nacho; luego los distribuye, logrando una importante suma de dinero con la que enfrentarse al último bastión entre él y Sosa: Gaspar Gómez. Gaspar está en la zona de North Beach, y Tony vuelve a hacerse con el control de los negocios de la zona. Después de tomar el almacén, recibe una llamada de Sandman, que le pide ayuda pues los colombianos están guerreando contra él y asaltando sus plantaciones.
Tony se traslada a las islas, y ayuda a limpiar de matones colombianos las plantaciones de Sandman. Posteriormente se traslada a una isla llamada Tranquilandia, donde consigue recuperar la droga robada y rescatar rehenes que la mafia colombiana había hecho de los trabajadores de la plantación. A su vuelta a la isla de Sandman, éste le dice que para vencer a Sosa va a hacer lo mejor que puede: venderle la plantación a Tony. Siendo proveedor y distribuidor, y lleno de dinero, Tony va a Cochabamba, Bolivia a ajustar cuentas con Sosa.
Sosa está maquinando cómo deshacerse de Tony, con sus socios Sheffield y Gaspar. De repente, Tony irrumpe en la mansión, armado con una Desert Eagle. Tras arrinconar a Sheffield que está armado con un bazuca, acaba con él. También Gaspar corre la misma suerte en segundo lugar. Finalmente, Tony encuentra a Sosa en su despacho y le reprocha por haberle intentado asesinarlo, Sosa le comenta que fue por haberlo traicionado al no haber matado al periodista, a lo que Tony le comenta que no pudo hacerlo porque en el auto estaban su esposa y sus hijos y él no mata a gente inocente, mucho menos a niños, a lo que Sosa provoca a Tony diciéndole que "no serían los primeros niños con los que he matado", al oír eso, Tony se enfurece y le dispara repetidas veces, matándolo en su sofá, acabando el reinado de terror de Sosa. Fin de la historia, Tony está metido en su jacuzzi con Venus, mientras un ex-matón de Sosa les sirve unas bebidas. El mundo ahora es suyo.

## Sistema de juego
"Scarface: The World is Yours" (en adelante "Scarface"), es un juego que ofrece bastante libertad, como en la línea de la serie "Grand Theft Auto". Se puede recorrer la totalidad de Miami ya sea a pie o en un vehículo, y el mar y las islas mediante el uso de barcos o usando un hidroavión. Curiosamente, una de las señas del anterior juego citado era la total libertad para interactuar con los personajes que aparecían, (se les podía atacar y matar). En Scarface, seguramente por intentar mantenerse fiel a la historia original, Tony solo puede matar a policías y delincuentes, ya que sus principios no le permiten matar a gente inocente. Sin embargo cuando se cambia al "enforcer", "driver" y "assassin" a través del teléfono móvil el mando cambiará a uno de estos personajes (desbloquebles en exotics) y ellos puden asesinar a cualquier personaje a diferencia de Tony.
La manera en la que está orientado el juego, esto es, dinero, droga y misiones, es lo común en el género. Sin embargo, se diferencia del resto de los títulos de acción en tercera persona por varios motivos.

### Imperio
Hay cuatro regiones geográficas principales que Montana debe controlar para completar el juego; Little Havana, Downtown, South Beach y North Beach. Al comienzo del juego, todo el mapa está disponible para explorar, pero Montana no puede llevar a cabo misiones, atacar a pandillas rivales o comprar propiedades en cualquier lugar, excepto Little Havana. Cada territorio debe ser controlado al 100 % antes de que el siguiente esté disponible para las misiones. Adquirir el 100 % del territorio requiere que el jugador realice ciertas acciones dentro de cada región; comprar una cierta cantidad de tapaderas, eliminar las pandillas rivales y llevar a cabo misiones más pequeñas que involucren la compra y venta de cocaína. Para comprar tapaderas, Montana debe realizar una misión para el propietario antes de que le vendan el negocio: estas misiones, junto con las misiones de la historia, forman el núcleo del juego principal. Una vez compradas, las tapaderas pueden ser atacadas por pandillas rivales. Para combatir esto, Montana puede instalar cámaras de seguridad para alertarlo de un ataque inminente y guardias para defenderse de los atacantes hasta que llegue a la escena. Una vez que ha comprado el número requerido de tapaderas en una región, debe tomar el control del almacén de esa región, que estará en posesión de una pandilla rival.

### Teléfono móvil
Tony tiene un menú en su teléfono móvil con el que accede a las opciones de su imperio, como son el llamar a un conductor para que le traiga su coche o barco (de una manera parecida a como se hacía en las cabinas de la policía en True Crime: New York City), el controlar y reducir la cantidad de búsqueda de bandas y policía que tiene en ese momento, el comprar armas y munición que serán depositados en su coche o en su casa, el administrar la seguridad y el estado de los negocios que controla, el elegir misiones secundarias y por último, y más importante, comprar ciertos artículos lujosos o exóticos para aumentar su reputación.

### Poder
El poder en Scarface no sólo se consigue mediante dinero. Hay varios requisitos que se pueden cumplir para obtener avance en el juego y otros beneficios.
- Reputación: Una de las cosas más importantes del juego. Determina qué armas están disponibles, qué misiones se desbloquean y qué exóticos se pueden comprar.
- Porcentaje de territorio: Aparte de conseguir todos los negocios de cada zona, Tony puede conseguir más reputación eliminando a todos los grupos rivales. Cuando este porcentaje es 90 % o más, y se han conseguido todos los negocios de cada zona, se abrirá la misión de tomar el almacén.
- Pelotas: Siguiendo su frase de la película "Todo lo que tengo en este mundo son mis pelotas y mi palabra", se obtienen "pelotas" al vacilar o herir a los demás. De hecho, hay una acción que es "mofarse", que se usa para increpar a los conductores o peatones con los que se encuentre Tony, y para demostrar a los demás quién es el mejor tras herirles. Todas estas acciones dan "pelotas", así como el vender cocaína a un vendedor callejero, el amedrentar a la policía, la buena puntería y el aniquilar enemigos. Cuando se obtienen "pelotas", se llena un medidor de Furia Ciega, que al estar lleno, permite entrar en modo de Furia Ciega. Cuando el contador total de "pelotas" llega a un determinado nivel, una mujer explosiva querrá ver a Tony y podrá convencerla de que se vaya a su mansión, aumentando su salud permanentemente u otorgándole bonificaciones.
- Drogas: La cocaína que Tony lleva encima para venderla a los traficantes callejeros. Si Tony muere o es le arresta, desaparecerá toda droga que lleve encima.
- Dinero: Hay dos tipos de dinero en Scarface. El dinero que obtiene Tony es dinero negro, y que lleva consigo. Hay otro tipo de dinero, el dinero limpio, que se consigue llevando dinero negro a un banco para que el banco realice un lavado de dinero. Ambos tipos pueden usarse para comprar y pagar servicios y productos, pero si Tony muere o es arrestado, sólo conservará el dinero que está limpio, es decir, guardado en el banco, ya que todo el dinero negro que lleve consigo desaparecerá.

### Misiones secundarias
Las misiones secundarias son accesibles mediante el menú del teléfono móvil. Hay varios tipos, siendo las más comunes las de conseguir proveedores de droga y las de distribución. En las primeras, Félix propone diferentes encargos que suelen tratarse de manera más o menos simple. Una vez completada la misión, hay probabilidades de que se active la misión de negociar la compra con el proveedor. Dependiendo de la reputación que tenga Tony, puede ser de droga para vender en la calle que Tony llevará encima, o también muchos kilos de cocaína que deberán ser transportados a un almacén para su distribución.
En las misiones de distribución, Tony usará un vehículo para repartir los kilos conseguidos entre sus negocios. Es común que otras bandas ataquen tanto a Tony como a sus negocios, con lo que deberá defenderlos. Las misiones de distribución es donde se consigue verdaderamente mucho dinero, con lo cual serán la base para el aumento de reputación por exóticos del catálogo.
Hay otras misiones, como las del conductor y el matón, que son para bajar el nivel de búsqueda de las bandas a la vez que se obtienen unos ingresos extra. También tiene esas misiones la asesina, que no sólo se encarga de los jefes de las bandas, sino de los jefes de policía que acosan a Tony.

### Modo Furia ciega
Al llenar el medidor de Furia Ciega, Tony puede entrar en el modo Furia Ciega. En este modo, que dura pocos segundos, Tony es invencible, tiene munición infinita, se convierte en un momento de shooter en primera persona y con cada muerte que hace, aumenta su salud. Al finalizar este tiempo, Tony vuelve a su estado normal, con el medidor a cero y la salud conseguida añadida. Es muy eficiente para acabar con un grupo grande de pandilla, si Tony usa una motosierra en el modo de furia ciega, te dará más segundo extra que las demás armas.

### Respuesta policial
Hay dos niveles de búsqueda:
- Policía: Cuando la policía observe a Tony cometer un delito, o cuando tiene cierta notoriedad policial, el borde del mapa se va rellenando de blanco. Una vez está completo, se creará una zona dentro de la cual la policía buscará activamente a Tony, y el borde se irá llenando de rojo. Tony debe escapar del radio de acción policial y dar esquinazo a la policía. En el caso en que el borde rojo se llene por completo, Tony se verá asediado por los de la DEA y un helicóptero de la policía del cual es imposible escapar (solo se puede escapar con el Ariel MK III y no siempre funciona). Otra manera de lograr escapar es, al estar cerca del agua, ser rápido y llamar al hidroavión. De esta manera se puede seleccionar una isla como destino al cual escapar. Al regresar a Miami el nivel de búsqueda será de 0. También puede utilizarse cualquier otro bote, pero los guarda costas intentaran eliminarnos), de forma que lo matarán tarde o temprano. El nivel de búsqueda de la policía influye en el porcentaje que se queda el banco del dinero negro que Tony ingresa. Este nivel se puede bajar pagando a la policía desde el menú del teléfono móvil. Si este indicador llega al máximo, se pagará automáticamente la bajada.
- Bandas: Matar a miembros de bandas o a traficantes callejeros, así como distribuir la droga por cada negocio, hará que suba la notoriedad de bandas de Tony. Pasado el 50 % del indicador, es probable que las bandas ataquen nada más por ver a Tony, y será imposible vender cocaína a los traficantes callejeros. El nivel de búsqueda de las bandas influye en la cantidad de droga que nos dan por el mismo precio los proveedores y el precio que pagan por la droga de a pie los traficantes callejeros. Este nivel se puede bajar pagando a los Antivicio desde el menú del teléfono móvil. Si este indicador llega al máximo, habrá una guerra de bandas y las bandas atentarán contra Tony, probablemente al usar el teléfono para llamar al conductor de Tony puede llevar un coche bomba.

## Desarrollo
El juego se anunció por primera vez el 10 de agosto de 2004, cuando Vivendi Universal Games reveló que Radical Entertainment estaba trabajando en una adaptación "shooter" en tercera persona de la película para PC y varias consolas de generación actual, aún sin nombre, con una fecha de lanzamiento proyectada en el tercer trimestre de 2005.

### Escritura
Originalmente, los desarrolladores tenían la intención de hacer una adaptación directa de la película. Sin embargo, rápidamente concluyeron que hacerlo presentaba dos problemas inherentes; el guion original era tan bueno que sentían que no podía replicarse en un entorno de juego, y debido a que Montana muere al final, sintieron que los jugadores no querrían invertir en el desarrollo de un personaje que sabían que estaba condenado desde el principio. Como tal, decidieron que el juego contaría una historia original, ambientada después de la película. Jason Bone, diseñador de combate en el juego, explicó: 
No queríamos repetir la película porque creemos que para hacer un buen juego, debe haber una historia convincente con buenos personajes que lo guíen a través de ella. Ha habido muchos juegos que se han hecho basados en películas, y cuando siguen la historia exacta de la película, pierden un poco de interés si saben hacia dónde van las cosas. Sentimos que un nuevo comienzo nos permitiría tener la libertad hacer cosas nuevas e interesantes para mantener al jugador motivado y comprometido.

Originalmente le preguntaron a Oliver Stone, el guionista de la película, si estaría interesado en trabajar en el guion, pero cuando Stone lo rechazó, se acercaron a David McKenna, escritor de las películas American History X y Blow. Como fanático de la película, McKenna quería enfatizar el humor exagerado que percibía en el personaje de Montana. Poco después del lanzamiento del juego, IGN entrevistó a McKenna y le preguntó exactamente cuántas de las 40 000 líneas de diálogo del juego escribió. McKenna declaró
Trabajé mucho en esto. Fue un dolor en el culo! No sabía en qué me estaba metiendo. No sabía nada sobre escenas auxiliares, sobre cómo el personaje puede ir en diferentes direcciones, tiene que tener una línea de diálogo para cada personaje que encuentre. No soy un tipo de videojuegos, no juego videojuegos, [...] dediqué mucho tiempo a esto pero solo dediqué, tu sabes, varios meses. Puesto radicalmente en varios años, estos muchachos estaban trabajando en esto para siempre. Les di el mejor proyecto que pude. Los ayudé tanto como pude con diálogos, escenas auxiliares, ayudé a guiarlos tanto como pude, pero al final es su bebé. Era su mundo; Solo estuve viviendo allí por un tiempo.
Sobre la decisión de cambiar el final de la película para que Montana sobreviva, McKenna rechazó a los críticos que decían que el juego no respetaba la película y socavaba el aspecto moral de su narrativa;
Consigan una vida. Es un puto juego. Nos divertimos continuando con eso y tomando un gran personaje, haciéndolo sobrevivir al final y reclamar su imperio. Pensé que era una buena manera de continuar en la historia [...] quería comenzar el juego con Tony sentado en la bañera, hablando con un grupo de ejecutivos de estudio de cine. Él está diciendo "¿Por qué el malo tiene que morir siempre al final? ¡Bueno, jódete! ¡Mueres!" ¡y luego saca una ametralladora y los vuela a todos! ¡Y luego se escapa de la mansión! Pero Vivendi Universal no lo haría. Pero todo el asunto; Es un juego, es una broma. La gente entiende que no estoy tratando de reinventar la rueda aquí con Scarface o destruir la película, es uno de mis favoritos. Es solo divertirse con algo.
Además comentó: 
Lo que hice, quería llevar eso al siguiente nivel. Es un videojuego. La gente que va a decir, 'oye, jodió con la película', eso es ridículo. Quería divertirme y crear algo por mi cuenta, mientras me mantengo en el mismo tono y sabor de la película. La gente quiere reírse cuando juegan un juego, y yo solo quería aprovechar eso.

### Desarrollo y retraso
Scarface trata, ante todo, de ofrecer la experiencia de ser Tony Montana. Se trata de venganza, excesos, indulgencia y tener el valor de tomar lo que quieras; todas estas características se complementan a la perfección porque conectan con la esencia de Scarface: The World is Yours, es decir: "¿Qué haría Tony Montana?". En cada etapa del desarrollo, nos hemos planteado esta pregunta para asegurarnos de que nuestras decisiones de diseño y artísticas fueran las correctas. Tony es un tipo impredecible, cómico y simpático, y esto se refleja en todo lo que hace. También tiene una sólida moral. No duda en eliminar a quienes se interponen en su camino o intentan derribarlo, pero no matará a inocentes (por ejemplo, peatones, mujeres y niños). Es un personaje simpático, carismático y divertido, y eso convierte a Scarface en una experiencia única en los juegos de mundo abierto.
—  Geoff Thomas; productor de la versión de Wii

En diciembre de 2004, Vivendi anunció que el juego se lanzaría para PlayStation 2 y Xbox, además del ya anunciado lanzamiento para PC.
El juego se mostró por primera vez como una demo no jugable en la Game Developers Conference de 2005 en marzo, cuando se reveló que ya no era un shooter en tercera persona, sino un juego de mundo abierto al estilo de Grand Theft Auto. Vivendi declaró que el juego sería no lineal, con la libertad de los jugadores de completar las misiones en el orden que quisieran, con una duración estimada de 50 a 60 horas. Vivendi también señaló que Montana no podría matar a personas inocentes en el juego. El productor Cam Weber explicó que el concepto del modo Furia, que se mostró en la demo, estaba muy inspirado en la película: «Los fans de la película recordarán que Tony tiene un temperamento muy peculiar que de vez en cuando se descontrola. Se oye la música del órgano, se ve un corte de cámara que enfoca la intensidad de sus ojos, y de repente pierde los estribos. Pierde el control por completo y comete actos violentos».
En abril, Vivendi reveló que el título del juego sería "Scarface: The World is Yours", y si bien contaría con la imagen de Al Pacino, este no prestaría su voz a Montana. Si bien no se anunció quién prestaría su voz, se reveló la participación de varios otros miembros del reparto: Steven Bauer, Robert Loggia, Jay Mohr, Cheech Marin, James Woods, Miguel Sandoval, Robert Davi, Michael Rapaport y Michael York. Cindy Cook, directora de estrategia y marketing de Vivendi, declaró: «Al Pacino dio vida al personaje de Tony Montana en la pantalla de una manera muy impactante, y su imagen como Tony Montana es un componente fundamental para la autenticidad de la experiencia de juego de Scarface. También estamos encantados de contar con otros talentos de primer nivel en Scarface: The World is Yours, ya que su participación aportará mayor sustancia y profundidad a los personajes que aparecen en el juego».
En mayo de 2005, Vivendi anunció que el lanzamiento del juego se había pospuesto hasta 2006. En la misma declaración, revelaron que el juego se estaba desarrollando para Xbox 360, así como para PS2, Xbox y PC. La versión para Xbox del juego se lanzó por primera vez en formato jugable (aunque no para el público general) en el E3 de 2005 en mayo. Radical Entertainment afirmó que las versiones para PC y PlayStation 2 serían idénticas a la de Xbox, aunque la de Xbox 360 tendría algunas características únicas.

### Rediseño
A finales de marzo de 2006, Vivendi envió versiones pre-alfa de la versión del juego para PlayStation 2 a IGN y GameSpot. Explicaron que, desde el E3 de 2005, Radical había rediseñado el juego por completo, mejorando el diseño y creando una historia más atractiva. También ajustaron la jugabilidad para atraer tanto a jugadores ocasionales como a los más experimentados. Estos cambios se implementaron tras la reacción negativa del público y la prensa especializada en videojuegos tras la demo del E3. Los guionistas habían sido especialmente críticos con el aspecto del juego, y una de las modificaciones de Radical fue repintar todas las texturas externas. Jason Bone afirmó que los comentarios negativos fueron positivos, ya que Radical había subestimado la dificultad de crear un gran juego de mundo abierto: «Tenemos algo de experiencia con juegos de mundo abierto, pero eran a una escala mucho menor; no tenían muchos detalles. Con este juego, necesitábamos que tuviera una sensación cinematográfica y, a la vez, fuera un juego de mundo abierto». Los comentarios negativos les hicieron darse cuenta de que el juego necesitaba más trabajo. Bone también afirmó que no se había comenzado a trabajar en la versión de Xbox 360, ya que no querían que fuera una adaptación directa ni que los distrajera de las versiones de PS2, PC y Xbox, que ya tenían un estado de desarrollo más avanzado. También sugirió que se estaba considerando una versión para PlayStation 3.
Vivendi mostró la versión alfa del juego en la feria previa al E3 2006 en abril. Vivendi también publicó otra lista de actores de voz que aparecen en el juego: Al Israel, Ice T, Oliver Platt, Daniel Dae Kim, Willa Holland, Roma Maffia, Robert LaSardo, Brenda Strong, Dale Earnhardt Jr., Ricky Gervais, Michael Rooker, Jason Mewes, Anthony Anderson, Rick Yune, Wilmer Valderrama, Kevin Dillon, Jerry Ferrara, Richard Roundtree, Tiny Lister Jr., Bai Ling, Bam Margera, Cree Summer, N.O.R.E., Tommy Lee, B-Real, Sen Dog y Elliott Gould. También se reveló que el actor que da voz a Montana, André Sogliuzzo, había sido seleccionado personalmente por Al Pacino. En julio, se reveló que Pacino había rechazado la oportunidad de prestar su imagen a la adaptación de El Padrino de Electronic Arts para poder aparecer en Scarface. También se explicó que la razón por la que Pacino no le daba voz a Montana era que simplemente ya no sonaba como Montana. Según Adam Roberts de Vivendi comentó: «Ya no puede hacerlo físicamente. Lo intentó, pero le costó mucho esfuerzo imitar la voz de Montana; tiene un acento muy marcado, le resulta muy difícil».
En agosto, se anunció una edición coleccionista del juego para PlayStation 2, que incluiría el juego, un DVD adicional con un documental sobre el proceso de creación, un tutorial en vídeo con comentarios del productor, entrevistas con el elenco, sugerencias y trucos, un mapa completo del mundo del juego y arte conceptual.

### Versión para PSP
El 28 de julio, Vivendi anunció que también se estaba desarrollando un juego de Scarface para la consola de Sony PlayStation Portable. Sin embargo, sería un juego completamente diferente de The World is Yours. Titulado: Scarface: Money. Power. Respect, el juego estaba siendo desarrollado por FarSight Studios y combinaría estrategia por turnos con combate en tiempo real, en el que bandas rivales compiten por tomar el control de Miami. Ese mismo día, Vivendi también reveló que la versión para Xbox 360 de The World is Yours había sido cancelada por razones no reveladas.

### Versión para Wii
Llevar Scarface: The World Is Yours a Wii es una oportunidad emocionante para darle un giro increíble a un juego ya de por sí asombroso, gracias a las capacidades únicas del Wii Remote de la consola Wii. Añadir elementos sensibles al movimiento a un juego que ya incluye un elenco de celebridades increíble, valores de producción hollywoodenses y acción ininterrumpida, ofrece una experiencia de juego sin igual, que realmente da vida al mundo de Tony Montana.
—  Cindy Cook; directora de estrategia y marketing de Vivendi Universal Games.

En enero de 2007, la revista británica, NGamer, reveló que Scarface: The World is Yours iba a ser llevado a la consola Wii de Nintendo. El 1 de marzo, Vivendi confirmó que el juego tenía previsto su lanzamiento en verano y que sería idéntico a las otras versiones, pero con los controles adaptados al uso del Wii Remote y Nunchuck, además de que contaría con gráficos mejorados.
El juego se presentó por primera vez el 10 de abril, momento en el que se mostraron los controles. IGN quedó impresionado: «La función de apuntar funciona bien en Scarface. Al igual que el control del ratón en la versión para PC, los jugadores ahora tienen una precisión de arma casi milimétrica, lo que facilita e intuitivo abatir al enemigo con la enorme variedad de potencia de fuego de la experiencia. Todavía se puede apuntar a individuos para afinar la puntería usando el botón «Z» del Nunchuk, pero como el puntero del mando de Wii ya es muy preciso, rara vez lo usamos». GameSpot no quedó tan impresionado: «Al manejar la motosierra, su movimiento estará ligado al del mando de Wii, y al cortar en diferentes direcciones y a diferentes alturas, podrás atacar las cabezas, piernas y brazos individuales de los enemigos. Con práctica, supuestamente podrás amputar todas las extremidades mencionadas antes de que el torso toque el suelo, pero el productor asociado que nos mostró el juego en esta ocasión no lo logró».
Vivendi también confirmó que el juego no tendrá cortes, lo que lo convertirá en el juego más violento disponible para Wii (hasta el lanzamiento de Manhunt 2 en octubre del mismo año). Más tarde se anunció que la economía del juego se había ajustado para dar a los jugadores mayores recompensas por misiones anteriores y se había reducido el precio de algunos de los "exóticos".

### Marketing
Como parte de un acuerdo de promoción cruzada, Vivendi se asoció con el casino en línea Bodog, donde se incorporaron emplazamientos de producto de la marca Bodog en varios minijuegos, como video póker, tragamonedas y blackjack. Además, se incluyeron vallas publicitarias que promocionaban la marca, incluyendo su sello discográfico y la aparición del fundador de Bodog, Calvin Ayre, como personaje no jugable. Bodog también organizó un concurso en línea con copias del juego como premio, y un viaje a un retiro de la compañía en Costa Rica como gran premio.
El 3 de octubre de 2006, Universal Pictures Home Entertainment relanzó la película en DVD como parte de la promoción del videojuego, esta edición siendo titulada Scarface: Platinum Edition y estaba dividida en 2 discos, se incluyó un documental de 12 minutos sobre el making-of del videojuego que estaba como bonus en el segundo disco. El tráiler del relanzamiento fue incluido dentro del videojuego al inicio del mismo.
Como forma de promocionar el lanzamiento del videojuego, la serie de televisión MTV Cribs lanzó un capítulo donde Tony Montana llevaba a los espectadores a conocer su mansión. Este capítulo se hizo con animación tridimensional utilizando los mismos modelos, assets y motor gráfico del videojuego.

## Banda sonora
En agosto, Vivendi reveló que la banda sonora, contaría con más de 100 canciones, incluiría música de artistas como Beth Andersen, Johnny Cash, Control Machete, Grandmaster Flash, Ministry, Debbie Harry, Rick James, Iggy Pop, Judas Priest, Public Enemy, Rohff, Run-D.M.C., Shannon, Burning Spear y Peter Tosh, además de la totalidad de la banda sonora original de la película compuesta por Giorgio Moroder. También revelaron detalles de la función "Mix Tape", que permitiría a los jugadores personalizar la banda sonora del juego a su gusto. Cindy Cook, directora de marketing de Vivendi, declaró:
Durante todo el proceso de desarrollo, nos hemos centrado en que el jugador pueda elegir su propia experiencia musical en el juego, ya sea el purista de "Scarface" que solo busca la banda sonora de la película, el jugador que busca música auténtica de la época o el fan que anhela los temas más populares del talento actual. Podemos ofrecer esta opción gracias a nuestro nuevo mezclador de música "Mix Tape" y a una increíble selección de artistas de los 80 y contemporáneos que traen sus éxitos al juego. Generaciones de cinéfilos y jugadores podrán crear la experiencia que mejor se adapte a sus gustos.

### Lista de canciones dentro del videojuego
1. 20/20 - "Yellow Pills"
2. Afrika Bambaataa - "Don't Stop… Planet Rock"
3. Afrika Bambaataa - "Looking For The Perfect Beat"
4. Amy Holland - "She's On Fire"
5. Beth Anderson - "Dance Dance Dance"
6. Bif Naked - "All I Want" o "I Want"
7. Billy Ocean - "Caribbean Queen (No More Love on the Run)"
8. Black Uhuru - "Darkness"
9. Black Uhuru - "Guess Who's Coming To Dinner"
10. Black Uhuru - "Happiness"
11. Bobby Valentin - "El caiman" correctamente es "Kijis konar", de Mon Rivera
12. B-Real feat. Mellow Man Ace - "The World Is Yours"
13. Britt Black - "Night Time"
14. Buju Banton - "Give It To Her"
15. Burning Spear - "Social Living"
16. Cameo - "She's Strange"
17. Celina & Reutilio - "Alborada Guajira"
18. Control Machete - "Bien, Bien"
19. Control Machete - "De"
20. Cortijo y Kako - "El Pipisigallo"
21. Cortijo y Kako - "Que Le Paso"
22. Cypress Hill - "Dr. Dedoverde"
23. D12 - "Get My Gun"
24. Damn! - "Descarga Cuatro Manos"
25. Dazz Band - "Let It Whip"
26. Debbie Harry - "Rush Rush"
27. Derrick Morgan - "Tougher Than Tough"
28. Desmond Dekker & The Aces - "It Mek"
29. Deuce Eclipse - "Ride Off In The Sunset"
30. Earth, Wind & Fire - "Let's Groove"
31. Elizabeth Daily - "I'm Hot Tonight"
32. Elizabeth Daily - "Shake It Up"
33. Freddie McGregor - "Bobby Babylon"
34. Fun Lovin' Criminals - "Crime And Punishment"
35. G.L.O.B.E. - "Play That Beat Mr. DJ"
36. Giorgio Moroder - "Disco 79"
37. Giorgio Moroder - "Right Combination"
38. Giorgio Moroder - "Shoot And Drive Away"
39. Giorgio Moroder - "Success"
40. Giorgio Moroder - "Vamos A Bailar"
41. Grandmaster Flash - "Beat Street"
42. Grandmaster Flash - "The Message"
43. The Gun Club - "Sex Beat"
44. Hank Thompson - "Cocaine Blues"
45. ICON - "War"
46. Iggy Pop - "The Passenger"
47. Irakere - "Bacalao Con Pan"
48. Irakere & Chucho Valdés - "Baila Mi Ritmo"
49. Joe Cuba Sextet - "La Calle Esta Durisma"
50. Johnny Cash - "Beans For Breakfast"
51. Johnny Cash - "I'm An Easy Rider"
52. Jonzun Crew - "Pack Jam"
53. Judas Priest - "Breaking the Law"
54. Junior Murvin - "Police And Thieves"
55. Kazy - "Choke"
56. Killing Zone - "All My Life"
57. Kurtis Blow - "The Breaks"
58. Latin Soul Syndicate - "Narco Traffico"
59. LL Cool J - "Rock The Bells"
60. LL Cool J feat. Freeway - "What You Want"
61. Los Barachos - "El Mundo Es Mio"
62. Los Guaracheros De Oriente - "El Tira Y Jala"
63. Mala Rodríguez - "La Nina"
64. Manu Dibango - "Reggae Makossa"
65. Max Romeo & The Upsetters - " Chase The Devil"
66. Ministry - "Señor Peligro"
67. Mongo Santamaría - "We Got Latin Soul"
68. Motörhead - "Killed by Death"
69. Neurosonic - "So Many People"
70. Nils Lofgren - "A Child Could Tell"
71. Particle - "The American Dream"
72. Pete Bellotte - "Push It To The Limit"
73. Pete Bellotte - "Turn Out The Light"
74. Peter Tosh and the Wailers - "400 Years"
75. Peter Tosh and the Wailers - "Steppin' Razor"
76. Petter - "Det Går Bra Nu"
77. Phrase - "Talk With Force"
78. Planet Patrol - "Cheap Thrills"
79. Planet Patrol - "Play At Your Own Risk"
80. Prince Jazzbo - "Crab Walking"
81. Public Enemy - "Don't Believe The Hype"
82. Que B.I.L.L.A.H. - "Bang Bang Boogie"
83. Rick James - "Give It To Me Baby"
84. Rick James - "Super Freak"
85. Rob Zombie - "Let It All Bleed Out"
86. Roc Raida feat. Axel - "Montana's Revenge"
87. Rohff - "La Resurrection"
88. Run-D.M.C. - "It's Like That!"
89. Run-D.M.C. - "Sucker MC's"
90. Senén Suárez - "La Sopa En Botella"
91. Shaggy - "Stand Up"
92. Shannon - "Let The Music Play"
93. Sly and Robbie - "Assault On Station 5"
94. Suicidal Tendencies - "I Saw Your Mommy"
95. The Ethiopians - "Train To Skaville"
96. The Fat Boys - "Hardcore Reggae"
97. The Fat Boys - "Human Beat Box"
98. The Latin Brothers - "Las Caleñas Son Como Las Flores"
99. The Rocksteady Crew - "Hey You!"
100. Third World - "96 In The Shade"
101. Toots and the Maytals - "Fever"
102. Toots and the Maytals - "Funky Kingston"
103. Treacherous Three - "Body Rock"
104. Waylon Jennings - "Waymore's Blues"
105. Willie Bobo - "Fried Neckbones and some home fries"
106. Wire Train - "I'll Do You"
107. Wisin & Yandel - "Calle Callejero"
108. Xavier Cugat - "Cuban Mambo"
109. Zap Pow - "This is Reggae Music"

La banda sonora del juego, Scarface: The World Is Yours - Original Game Music Score, compuesta por Marc Baril, fue lanzada por Universal Music Group en octubre de 2006. La pista no incluye música de la película, solo música original del juego.
Todas las canciones escritas y compuestas por Marc Baril. 
| Lista de canciones de Scarface: The World Is Yours [Original Game Music Score] |                                             |          |  |
| N.º                                                                            | Título                                      | Duración |  |
| 1.                                                                             | «Mansion Storm»                             | 5:35     |  |
| 2.                                                                             | «I'm Alive»                                 | 3:17     |  |
| 3.                                                                             | «I Only Trust One Person»                   | 2:56     |  |
| 4.                                                                             | «Delivering the Goods»                      | 4:46     |  |
| 5.                                                                             | «I Never Messed with Anyone»                | 3:18     |  |
| 6.                                                                             | «Stupid Cock-A-Roaches»                     | 4:31     |  |
| 7.                                                                             | «Gotta Get the Money First»                 | 3:11     |  |
| 8.                                                                             | «I Kick Your Butt All Over the Dance Floor» | 3:07     |  |
| 9.                                                                             | «When You Get the Money, You Get the Power» | 5:45     |  |
| 10.                                                                            | «I Want What's Coming to Me»                | 3:46     |  |
| 11.                                                                            | «Me! That's Who!»                           | 3:26     |  |
| 12.                                                                            | «Manny, I Need You Meng»                    | 4:04     |  |
| 13.                                                                            | «I Got a Boat»                              | 0:08     |  |
| 14.                                                                            | «Hey, Honey, You Like My Suntan?»           | 3:18     |  |
| 15.                                                                            | «I Got Ears You Know»                       | 3:15     |  |
| 16.                                                                            | «So, You Got the Money?»                    | 3:24     |  |
| 17.                                                                            | «Come on, Make Way for the Bad Guy»         | 6:12     |  |
| 18.                                                                            | «Bolivian Rhapsody»                         | 3:19     |  |
| 19.                                                                            | «A Little Ice Cream and Low Lights»         | 3:43     |  |
| 01:11:01                                                                       |                                             |          |  |

## Recepción
El juego ha recibido críticas favorables en general. IGN le dio una nota de 8.7/10, meristation le dio un 8 que es muy bueno, Sin embargo, una serie de páginas especializadas han sido menos favorables, Gamespot solo le dio un 6,4 de 10. Los comentarios en Xbox han sido muy similares a los de PS2, con el rango de 80-90 %, La versión para PC ha sido muy criticada en varios aspectos, especialmente en los controles y sistemas de carga mapa, dando así el juego una nota de 72-75 % en Metacritic y GameRankings. Gamespot dio 5.8 a la versión de Wii por lo que creía que era un pobre método de control del personaje , mientras que IGN le dio un 8,5, alabando a los nuevos controles y diciendo que era la mejor versión del juego disponible, solo agregó la página que el único error que le encontraba era que se demoró mucho en salir al mercado
Según el informador del juego y Vivendi Universal, Scarface: The World Is Yours vendió más de un millón de copias en Norteamérica, Europa y Australia. El juego ha vendido más de 2,5 millones de copias desde su lanzamiento en todas sus plataformas.
Es posiblemente el videojuego con la banda sonora más extensa de la historia con más de 109 canciones.
En 2011, el Libro Guinness de los récords le otorgó a Scarface: The World Is Yours el récord de ser el videojuego con más lenguaje soez, ya que se usa la palabra "fuck" (tanto por Tony como por personajes no jugables) en un promedio de 5 688 veces a lo largo de sus 31 000 líneas de diálogo y en su historia de 15 horas para un jugador.

## Secuelas canceladas
En julio de 2005, el presidente de Vivendi, Phil O'Neil, insinuó que existían planes para convertir Scarface en una franquicia multijuego. «Un Scarface 2, un Scarface 3, un Scarface 4 y las iteraciones consecutivas de ese producto son un componente fundamental de lo que intentamos lograr». Sin embargo, cuando los derechos de autor se transfirieron a Activision Blizzard el 10 de julio de 2008, Scarface 2 no se incluyó en su lista de próximos juegos. Aunque los derechos se transfirieron posteriormente de nuevo a Universal Pictures, no se supo nada más al respecto.
El 23 de junio de 2022, el YouTuber Mafia Game Videos filtró imágenes y videos de Scarface 2 en su canal de YouTube, mostrando un avance conceptual del juego en fase pre-alfa. El juego estaría ambientado en Las Vegas y tendría el nombre de Scarface: Empire.